# Алексієвка (Угловський район)
Алексі́євка (рос. Алексеевка) — село у складі Угловського району Алтайського краю, Росія. Входить до складу Павловської сільської ради.

## Населення
Населення — 188 осіб (2010; 237 у 2002).
Національний склад (станом на 2002 рік):
- росіяни — 88 %